# 卫戍大本营

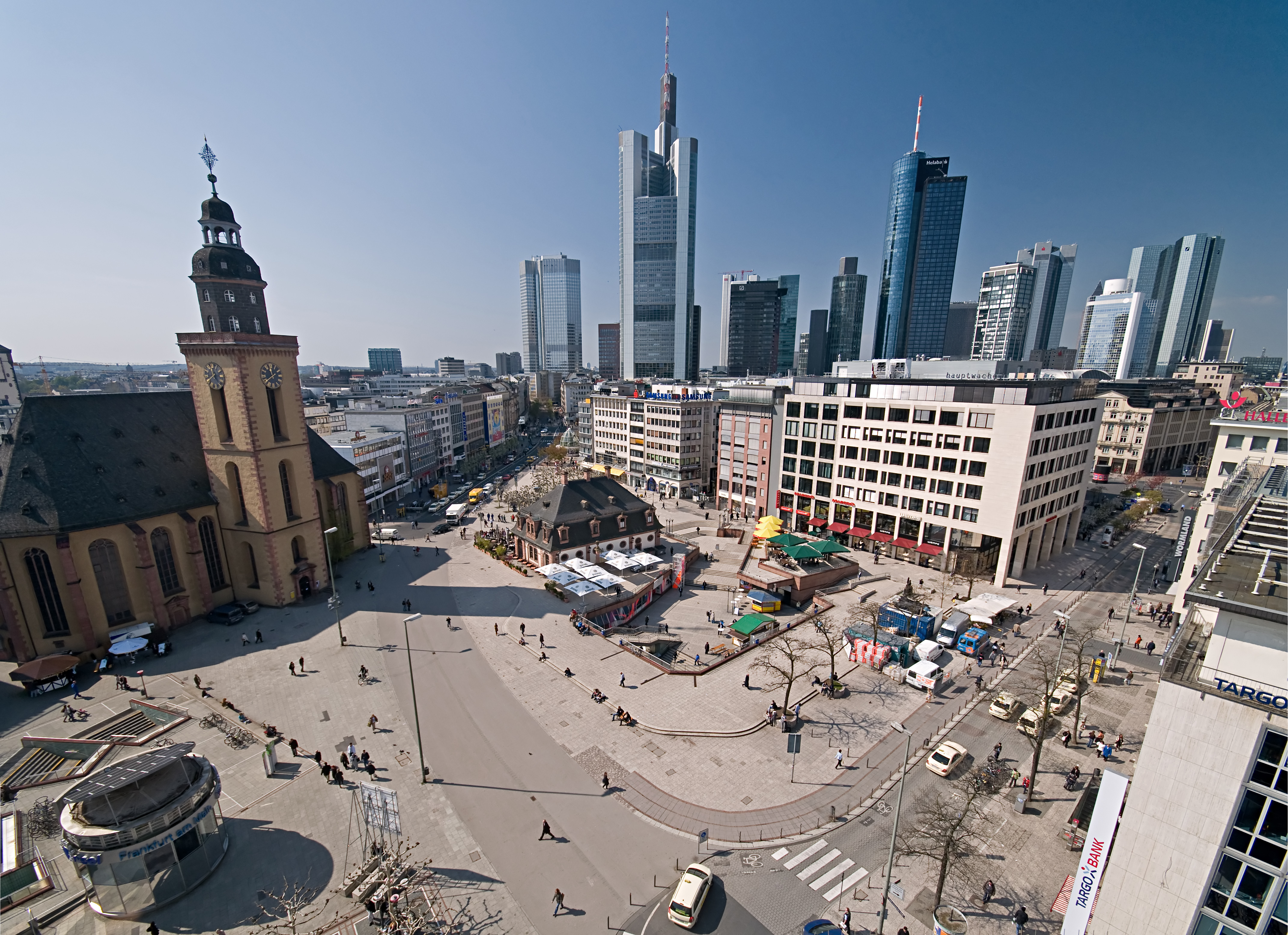
卫营鳥瞰，圖左為聖凱薩琳教堂。

卫戍大本营（Hauptwache），法蘭克福時尚購物走廊采爾大道（Zeil）的西端起點，也是法蘭克福地鐵南北向與東西向路線的交會站，且有城市快鐵通過，交通與商業地位重要。
此區原為席勒广场（Schillerplatz），坐落於歌德廣場（Goetheplatz）旁，象徵歌德與席勒兩大德意志文化的國寶人物遙相交輝。20世紀初，依具有法蘭克福本地歷史意義的「衛營」之名替此區重新命名，而成今日。

## 衛營（舊城防總部）建筑

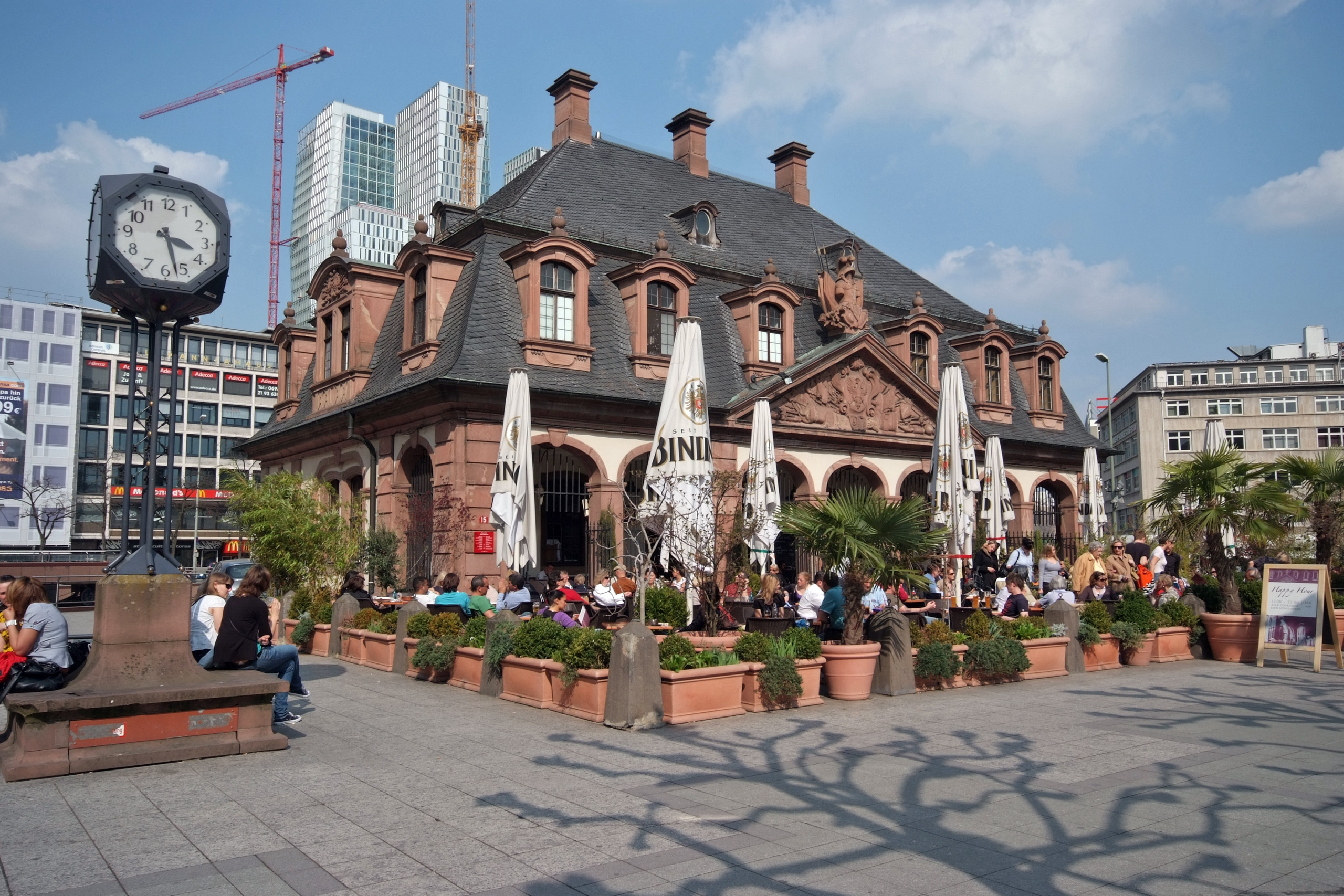
卫营建筑

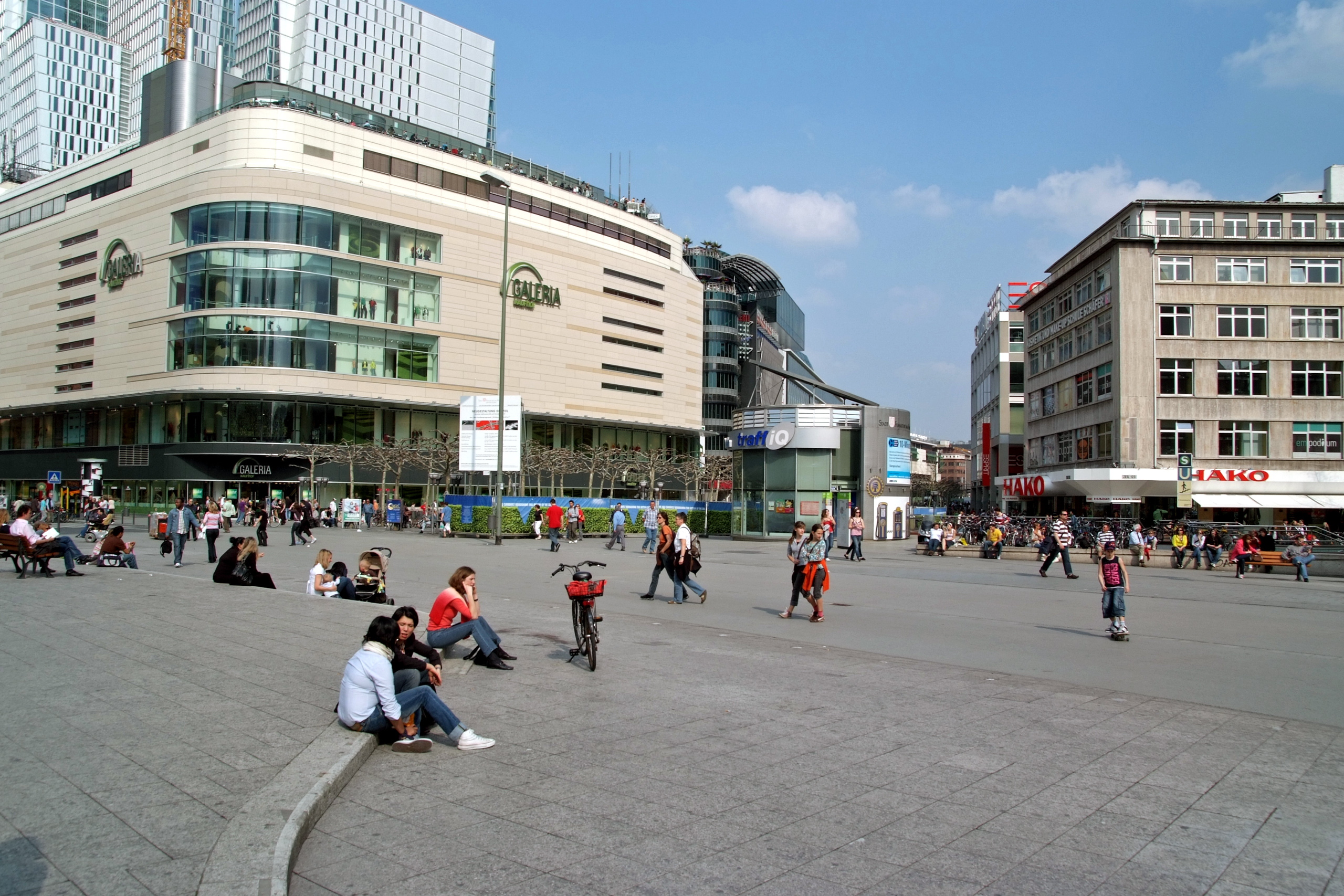
卫营广场和 Kaufhof 百货公司

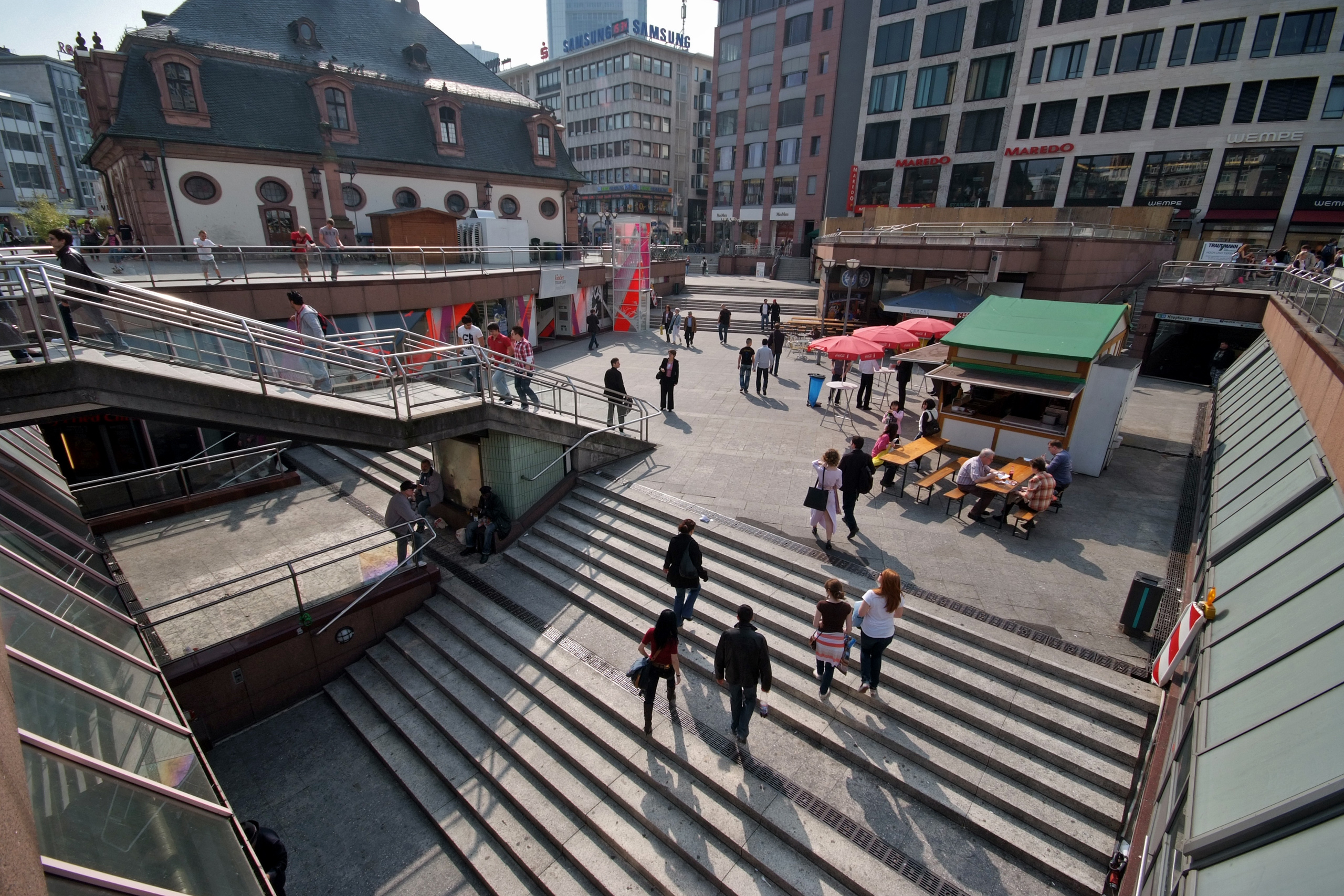
“洞”

此區得名于一座建于1730年的巴洛克建筑。这是法蘭克福作为独立城邦「法蘭克福自由市」时期，城防總部的军营和监狱。1833年卫营曾被起义者占领。1866年普鲁士吞并法兰克福后，卫营改为警察局，保留了监狱。1904年，这座建筑改为咖啡馆。二战中遭到严重损坏，1954年重建时改变了屋顶形状。1967年，修建隧道时拆除，重建于地铁车站上方。

## 交通運輸
今天，卫戍大本营站是法兰克福公共交通系统最重要的枢纽之一，9条捷铁线路中的8条（S-Bahn 1, 2, 3, 4, 5, 6, 8, 9號線），以及8条地铁线路中的6条（U-Bahn1, 2, 3, 6, 7, 8號線）都汇集于该站。其每日旅客流量僅次於位在采爾大道東端的另一個交通樞紐，炮兵大本营站（Konstablerwache），以及法蘭克福火车总站。

## 广场
广场部分曾多次改造，目前的特点是擁有一座下沉平台（当地人称为“洞”，das Loch）。 
广场週邊包含多种不同的建筑风格。除了卫营本身以及聖凱薩琳教堂為古典风格，周围的建物大多是被战争破坏后另造的新式建筑。這種新舊相遇的空間感，卻成為法蘭克福城市景觀的特色之一。

## 连接街道
- 购物街

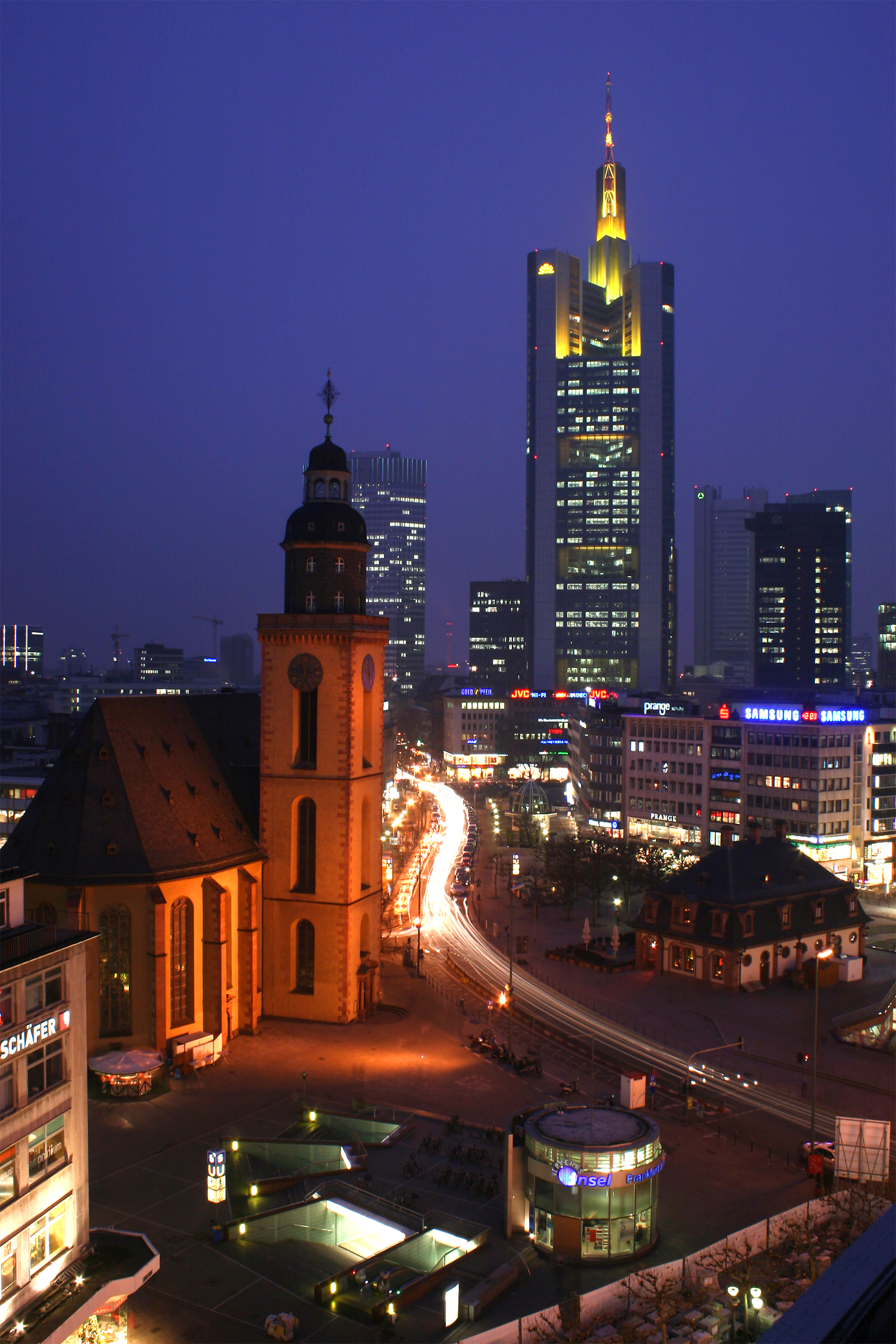
夜景

  - 碧柏街 / 狼吞虎嚥街（Biebergasse/Fressgass）
  - 席勒街（Schillerstraße）
  - 石岱音街（Steinweg）
  - 聖母之愛街（Liebfrauenstraße）
  - 采尔大道（Zeil）
- 交通干道
  - 罗斯市場 / 皇帝街（Roßmarkt/Kaiserstraße）
  - 大艾森海默街（Große Eschenheimer Straße）